# Virginia Baxter
Virginia « Ginny » Baxter, née le 3 décembre 1932 à Détroit (Michigan) et morte le 18 décembre 2014, est une patineuse artistique américaine, médaillée de bronze aux championnats du monde de 1952.

## Palmarès
| Compétition                     | 1949 | 1950 | 1951 | 1952 |
| Jeux olympiques d'hiver         |      |      |      | 5e   |
| Championnats du monde           | 7e   | 7e   |      | 3e   |
| Championnats d'Amérique du Nord | 3e   |      | F    |      |
| Championnats des États-Unis     | 3e   | 3e   | 3e   |      |
| Légende : F = Forfait           |      |      |      |      |